# Alianza Reformada Mundial
La Alianza Reformada Mundial fue una asociación religiosa que reunió a más de 200 congregaciones cristianas, cuyas raíces se remontan al calvinismo de la Reforma Protestante del siglo XVI. En 2010 se integró junto al Consejo Ecuménico Reformado en la Comunión Mundial de Iglesias Reformadas. Su sede central se ubicó en Ginebra (Suiza).

## Historia
La Alianza Reformada Mundial (WARC por su siglas en inglés) fue creada en 1970 mediante la fusión de dos partesː la primera representando a las Iglesias Presbiteriana y Reformada y la segunda representando a las iglesias congregacionales (la Iglesia original fue fundada por Juan Calvino Iglesia Calvinista y tras el paso de los años se dividieron en varias y en 1970 las principales Iglesias sucesoras de la doctrina de Juan Calvino se unieron pero sin perder su independencia cada una de ellas). Cuenta con 218 iglesias en 107 países de todo el mundo, con más de 75 millones de miembros. Las Iglesias representadas en ella incluyen las Iglesias Congregacional, Presbiteriana, Reformada e Iglesias Unidas, que tienen sus raíces históricas en la Reforma Protestante del siglo XVI.
La Alianza Reformada Mundial funciona en estrecha colaboración con el Consejo Mundial de Iglesias.
El 1 de febrero de 2006, Clifton Kirkpatrick, presidente de la Alianza Reformada Mundial, y Douwe Visser, presidente del Consejo Ecuménico Reformado, dijeron lo siguiente en un comunicado conjunto: "Nos regocijamos del trabajo del Espíritu Santo que creemos nos ha conducido a recomendar que ha llegado el momento de unir el trabajo de la Alianza Reformada Mundial y el Consejo Ecuménico Reformado , juntándonos en una sola entidad que fortalecerá la unidad y el testimonio de los Cristianos Reformados". Desde junio de 2010, ambas organizaciones se fusionaron para formar la Comunión Mundial de Iglesias Reformadas (CMIR).
En 2010 se integró en la Comunión Mundial de Iglesias Reformadas (CMIR) (es la asociación más grande de Iglesias Reformadas en el mundo y la quinta comunión cristiana más grande en el mundo, después de la Iglesia católica, la Iglesia ortodoxa, la Comunión anglicana y el Consejo Metodista Mundial. Tiene 229 denominaciones miembros en 108 países, reuniendo 80 millones de personas. Este cuerpo ecuménico cristiano se conformó en junio de 2010 por la unión de la Alianza  Reformada Mundial (ARM) y el Consejo Ecuménico Reformado (CER).)

## Miembros
La ARM cuenta con más de 75 millones de cristianos en más de 100 países de todo el mundo.
Las Iglesias miembros son la Congregacional, Presbiteriana, Reformadas y Unidas.
La mayoría de éstas se encuentran en el Hemisferio Sur, en algunos casos siendo minoría religiosa en sus respectivos países.

## Iglesias que la integran
- Iglesia de Lippe (Alemania)
- Iglesia evangélica en Alemania
- Federación de Iglesias Protestantes de Suiza
- Iglesia Reformada Húngara de los Estados Unidos de América
- Iglesia Cristiana Reformada de América del Norte
- Iglesia Evangélica Española
- Iglesia Reformada de los Estados Unidos de América
- Iglesia Presbiteriana Cumberland (USA)
- Iglesia Presbiteriana de los Estados Unidos de América
- Iglesia Presbiteriana Coreana en los Estados Unidos de América
- Iglesias Cristianas Reformadas de Croacia
- Iglesia Presbiteriana de Chile
- Iglesia Reformada de Hungría
- Iglesia Reformada de Alsacia y Lorena
- Hermandad Remonstrante
- Iglesia de Escocia
- Iglesia Presbiteriana de Aotearoa, Nueva Zelanda
- Iglesia Presbiteriana del Canadá
- Iglesia Presbiteriana de la República de Corea
- Iglesia Presbiteriana de Irlanda
- Iglesia Presbiteriana de Taiwán
- Iglesia Presbiteriana de Gales
- Iglesia Presbiteriana de Unida en África del Sur
- Iglesia Evangélica Nacional Presbiteriana de Guatemala
- Iglesia Unida Libre de Escocia
- Iglesia Protestante de los Países Bajos (unión de la Iglesia Reformada Holandesa, las Iglesias Reformadas de Holanda y la Iglesia Luterana Evangélica en el Reino de Holanda)
- Iglesia Evangélica y Reformada de Honduras